# Język lolak
Język lolak – język austronezyjski używany w prowincji Celebes Północny w Indonezji, przez niewielką społeczność Lolak (kecamatan Lolak, kabupaten Bolaang Mongondow). Poważnie zagrożony wymarciem, biegle posługuje się nim mniej niż 50 osób (2017).
Pierwotnie został powiązany z językiem mongondow i był wręcz opisywany jako jego dialekt, ale nie wydaje się to słuszne. Według nowszej propozycji jest bliżej spokrewniony z językiem gorontalo, przy czym obfituje w pożyczki słownikowe z mongondow. Jego przynależność do języków gorontalskich zasugerował J.N. Sneddon w 1991 r., na podstawie analizy wspólnych innowacji .
Społeczność Lolak to niewielka grupa językowa, obszar użytkowania tego języka ogranicza się do trzech sąsiednich wsi (Lolak, Mongkoinit i Motabang). Jest wypierany przez inne języki, takie jak indonezyjski i malajski miasta Manado, który wywiera ogromny wpływ na języki północnego Celebesu. Już w latach 90. XX wieku znajdował się pod presją obu tych języków i nie posługiwały się nim osoby z młodszego pokolenia. W dwóch wsiach dzieci miały ograniczoną (bierną) jego znajomość, a w trzeciej miejscowości był zupełnie nieznany tej grupie wiekowej. W użyciu jest także dominujący lokalnie język mongondow. Dodatkowo w populacji regionu duży udział ma ludność napływowa (Sangir i Minahasa).
Dokumentacja jest ograniczona. Przez dłuższy czas pozostawał całkowicie nieopisany (nie został bliżej omówiony w źródłach niderlandzkich), przy czym w latach 80. i 90. XX wieku zebrano pewne dane słownikowe. W latach 90. powstało też opracowanie gramatyczne w języku indonezyjskim (Struktur bahasa Lolak, 1996) .